# Clubul Sportiv Municipal Reșița
Il Clubul Sportiv Municipal Reșița è una società calcistica romena con sede nella città di Reșița, fondata nel 1926.

## Storia

### Dagli esordi al dopoguerra
Il club nasce nel 1926 dalla fusione di due club della città, il Clubul sportiv al muncitorilor e la Societatea angajaților uzinelor. Il primo nome che assume è Uzinele și Domeniile Reșița meglio conosciuto come UD Reșița. Partecipa ai campionati regionali di Timișoara e nel 1931 arriva la prima qualificazione alle fasi nazionali e il primo (e unico) titolo battendo in semifinale il Prahova Ploiești e in finale il SG Sibiu. Anche l'anno successivo giunge alla finale nazionale dopo aver sconfitto il Mureșul Târgu-Mureș 8-2 ma perde la finale contro il Venus București per 3-0
Con la riforma del campionato, nel 1937 il club parte dalla Divizia B venendo subito promosso nella massima divisione. Rimane stabilmente nella Divizia A fino al 1948 quando retrocede e cambia nome in Oțelul Reșița

### Dal dopoguerra ad oggi
Nel 1949 cambia di nuovo nome e diventa Metalul Reșița e disputa i primi campionati tra Divizia A e B. Nel 1954, anno in cui milita nella seconda serie, conquista la sua unica Coppa di Romania sconfiggendo in finale la Dinamo Bucarest 2-0.
Ritorna in massima serie nel 1972 e disputa sei campionati consecutivi in massima divisione, tra i quali spicca il sesto posto della stagione 1974-75, miglior risultato del club. Continua il susseguirsi di stagioni tra il primo e il secondo livello del campionato fino al 2008 quando venne retrocesso in Liga III a causa di problemi finanziari e fu sciolto. Nell'estate 2009 viene rifondato col nome Școlar Reșița e riparte dalla Liga III

## Stadio
Il club gioca le partite interne nello Stadionul Mircea Chivu, Impianto sportivo con una capienza di 12.500 posti intitolato a Mircea Chivu, padre del più noto Cristian Chivu.

## Palmarès

### Competizioni nazionali
- Campionato rumeno: 1

1930-1931
- Coppa di Romania: 1

1954
- Liga III: 2

2018-2019, 2022-2023

### Altri piazzamenti
- Campionato rumeno:

Secondo posto: 1931-1932
Terzo posto: 1943-1944
- Coppa di Romania:

Semifinalista: 1933-1934

## Organico
Aggiornato al 27 ottobre 2024
| N. |                    | Ruolo | Calciatore      |
| -- | ------------------ | ----- | --------------- |
| 1  | Romania (bandiera) | P     | Matei Goga      |
| 2  | Romania (bandiera) | C     | Robert Burlacu  |
| 4  | Romania (bandiera) | C     | Gabriel Gomboș  |
| 5  | Romania (bandiera) | C     | Alin Dudea ()   |
| 6  | Romania (bandiera) | D     | Cristian Bocșan |
| 7  | Romania (bandiera) | A     | Vlad Chera      |
| 8  | Romania (bandiera) | C     | Cosmin Tucaliuc |
| 9  | Romania (bandiera) | A     | Andrei Burlacu  |
| 10 | Romania (bandiera) | A     | Florian Haită   |
| 11 | Romania (bandiera) | C     | Alexandru Negru |
| 12 | Romania (bandiera) | P     | David Dincă     |
| 14 | Romania (bandiera) | D     | Nicușor Fota    |
| 15 | Romania (bandiera) | D     | Sergiu Rimovecz |
| 17 | Romania (bandiera) | C     | Ianis Doană     |

| N. |                     | Ruolo | Calciatore          |
| -- | ------------------- | ----- | ------------------- |
| 19 | Romania (bandiera)  | A     | Robert Jerdea       |
| 20 | Romania (bandiera)  | D     | Ștefan Bărboianu    |
| 21 | Brasile (bandiera)  | D     | Erico Da Silva      |
| 22 | Romania (bandiera)  | C     | Denis Faragau       |
| 23 | Romania (bandiera)  | C     | Andrei Marian Lascu |
| 24 | Romania (bandiera)  | A     | Marius Cioiu        |
| 27 | Brasile (bandiera)  | D     | Elton Da Silva      |
| 28 | Moldavia (bandiera) | C     | Mihai Dolghi        |
| 29 | Bulgaria (bandiera) | A     | Milcho Angelov      |
| 30 | Mali (bandiera)     | A     | Moussa Samake       |
| 31 | Romania (bandiera)  | C     | Damian Isac         |
| 33 | Romania (bandiera)  | P     | Cătălin Căpățână    |
|    | Romania (bandiera)  | D     | Flavius Cega        |
|    | Romania (bandiera)  | C     | Denis Gurin         |